# Unione Sportiva Grosseto 1975-1976
Questa pagina raccoglie le informazioni riguardanti l'Unione Sportiva Grosseto nelle competizioni ufficiali della stagione 1975-1976.

## Rosa
| N. |                   | Ruolo | Calciatore           |
| -- | ----------------- | ----- | -------------------- |
|    | Italia (bandiera) | P     | Mauro Agostini       |
|    | Italia (bandiera) | D     | Osvaldo Arecco       |
|    | Italia (bandiera) | A     | Roberto Balestrelli  |
|    | Italia (bandiera) | P     | Enzo Bandieri        |
|    | Italia (bandiera) | A     | Marco Biloni         |
|    | Italia (bandiera) | A     | Carlo Borghi         |
|    | Italia (bandiera) | D     | Piero Brezzi         |
|    | Italia (bandiera) | C     | Marco Cacitti        |
|    | Italia (bandiera) | D     | Francesco Carpenetti |
|    | Italia (bandiera) | C     | Massimo Cherubini    |
|    | Italia (bandiera) | C     | Bruno Chinellato     |
|    | Italia (bandiera) | A     | Vinicio Ciacci       |

| N. |                   | Ruolo | Calciatore         |
| -- | ----------------- | ----- | ------------------ |
|    | Italia (bandiera) |       | Ciolli             |
|    | Italia (bandiera) | A     | Sergio Di Prospero |
|    | Italia (bandiera) | D     | Walter Giardi      |
|    | Italia (bandiera) | D     | Rolando Marchetti  |
|    | Italia (bandiera) | C     | Enrico Marini      |
|    | Italia (bandiera) | C     | Adriano Martelli   |
|    | Italia (bandiera) |       | Martellucci        |
|    | Italia (bandiera) | C     | Ottavio Mencio     |
|    | Italia (bandiera) | P     | Roberto Negrisolo  |
|    | Italia (bandiera) | D     | Gilberto Noletti   |
|    | Italia (bandiera) | D     | Tullio Pezzopane   |
|    | Italia (bandiera) | C     | Lorenzo Zauli      |